# Parti démocratique du Kurdistan de Syrie
Pour les articles homonymes, voir Parti démocratique du Kurdistan (homonymie).
Le Parti démocratique du Kurdistan de Syrie (PDKS) est un parti politique syrien, fondé en 1957.

## Histoire
Le parti est fondé le 14 juin 1957 à Damas, par Osman Sabri, Noureddine Zaza, Hamzah Diweran, Hemîd Hecî Derwish et Shêx Mihmed Isa. Lors de la fondation, ils bénéficient de l'appui de Jalal Talabanî, représentant du PDK d'Irak, alors étudiant à Damas. Noureddine Zaza en est élu le premier président,.
Entre 1962 et 1963, la quasi-totalité des dirigeants du parti passe en jugement et est emprisonnée.
Lors de cette période, deux tendances se distinguent dans le parti. D'un côté, pour la tendance menée par Noureddine Zaza et Hemîd Hecî Derwish,  le PDKS doit se limiter aux revendications culturelles et sociales. Pour la tendance radicale, menée par Osman Sabri, le PDKS doit être partie intégrante de la lutte pour un Kurdistan unifié et indépendant. En 1965, le parti se scinde ouvertement en deux. En 1971, le parti connaît une troisième scission. Osman Sabri assure la présidence de l'une des factions, mais en démissionne en 1969,.
En 2009, le parti adhère au Congrès politique du Kurdistan. En octobre 2011, le parti se joint aux autres partis kurdes pour former le Conseil national kurde. 
Le président actuel du parti est Abdul Hakim Bashar.